# Sudost'
Il Sudost' (in russo Судость?) è un fiume della Russia occidentale (Oblast' di Brjansk) e dell'Ucraina (Oblast' di Černihiv), affluente di destra della Desna (bacino del Dnepr).

## Percorso
Nasce nella periferia meridionale delle alture di Smolensk, vicino al villaggio di Bobylëvo. Scorre con direzione dapprima sud-occidentale, successivamente meridionale, attraversando i distretti Brjanskij, Žirjatinskij, Počepskij e Pogarskij, e toccando le città di Počep e Pogar. Sfocia nella Desna poco dopo essere entrato in Ucraina. La lunghezza del fiume è di 208 km. L'area del bacino idrografico è di circa 6 000 km². Ha una portata media di 18,9 m³/s a 25 km dalla foce. Gela da novembre-dicembre a fine marzo-inizio aprile.